# Доржи (Лидский район)
Доржи (бел. Даржы́) — деревня в Лидском районе Гродненской области Беларуси. Входит в состав Гончарского сельсовета.

## География
Рядом пролегает дорога Н-6176, трасса Е-85.
Ближайшие населённые пункты Дроздово, Пески и др.

### Гидрография
Рядом протекает река Дитва.

## История
С 1904 года в Гончарской волости Лидского уезда Виленской губернии.
В 1 км к северу от деревни, на дюне («Боркова Гора») правобережной поймы р. Дитва расположена стоянка неманской культуры эпохи неолита. Размеры 95 х 60 м. Найдены кремниевые устройства и разновременная керамика.
Около северо-западного края дюны, на небольшом повышении располагалась кремниевая мастерская размером 30 х 20 м. Найдено большое количество кремниевых сколов и отщепов, отбойники, нуклеусы, готовые кремниевые орудия, фрагменты керамики. Датируется 3 тыс. до н. э. на месте стоянки встречается керамика позднего этапа зарубинецкой культуры, возможно, следы поселения.
Фрагменты, вероятно, второго поселения обнаружены на левом берегу р. Дитва в урочище Волкели. Найдена лепная керамика VI—IX вв. и круговая керамика эпохи Киевской Руси.

## Население

### Численность
- 2009 год — 358 жителей

### Динамика
- 1904 год — 139 жителей[2]
- 1999 год — 420 жителей (перепись населения)
- 2009 год — 358 жителей (перепись населения)[2]

## Улицы
- Заводская
- Молодёжная

## Инфраструктура
- Льнобаза